# Římskokatolická farnost u kostela Neposkvrněného Početí Panny Marie Praha-Strašnice
Římskokatolická farnost u kostela Neposkvrněného početí Panny Marie Praha-Strašnice se nachází na území městské části Praha 10-Strašnice.

## Farnost

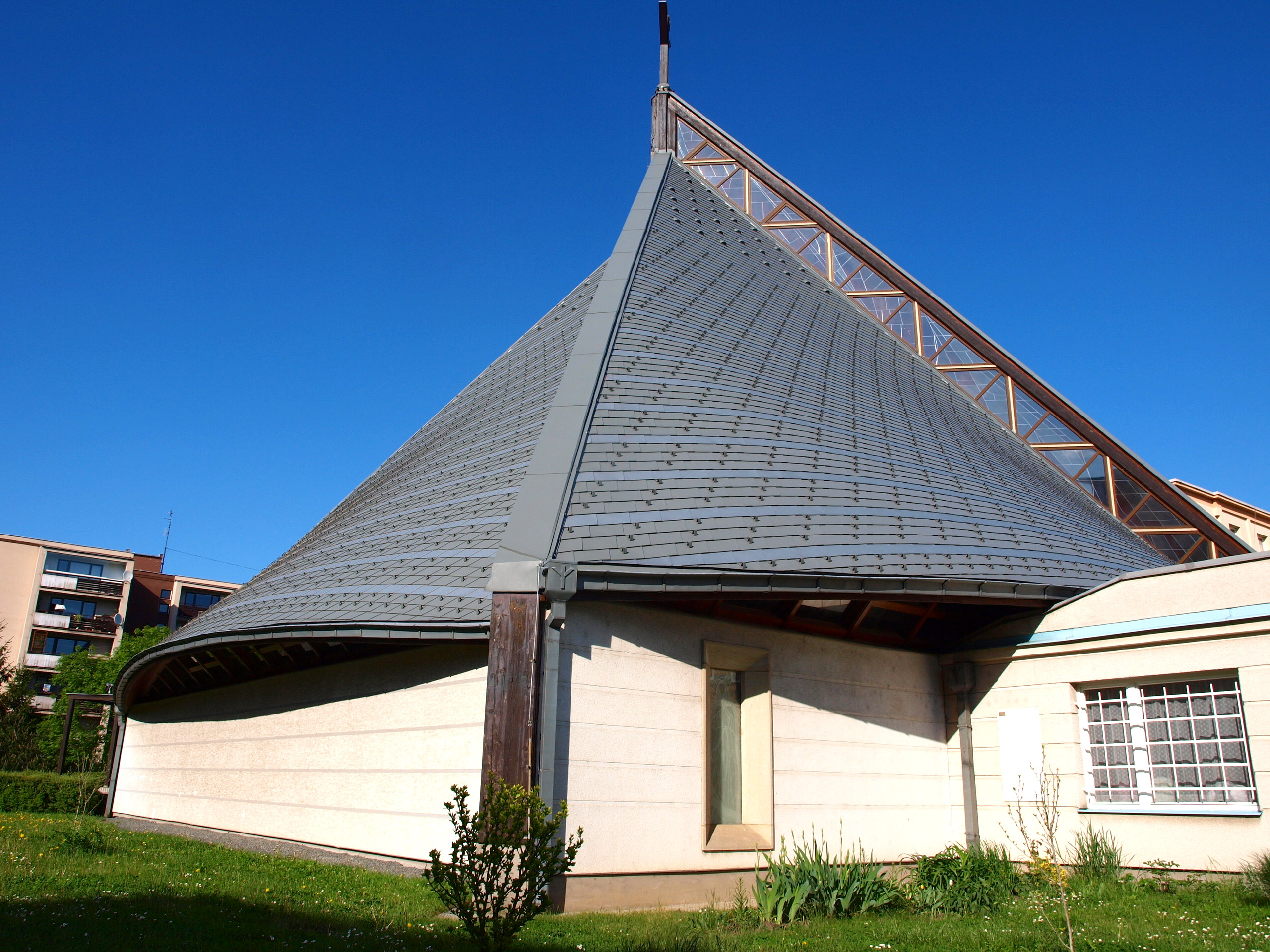
Kostel Neposkvrněného početí Panny Marie ve Strašnicích

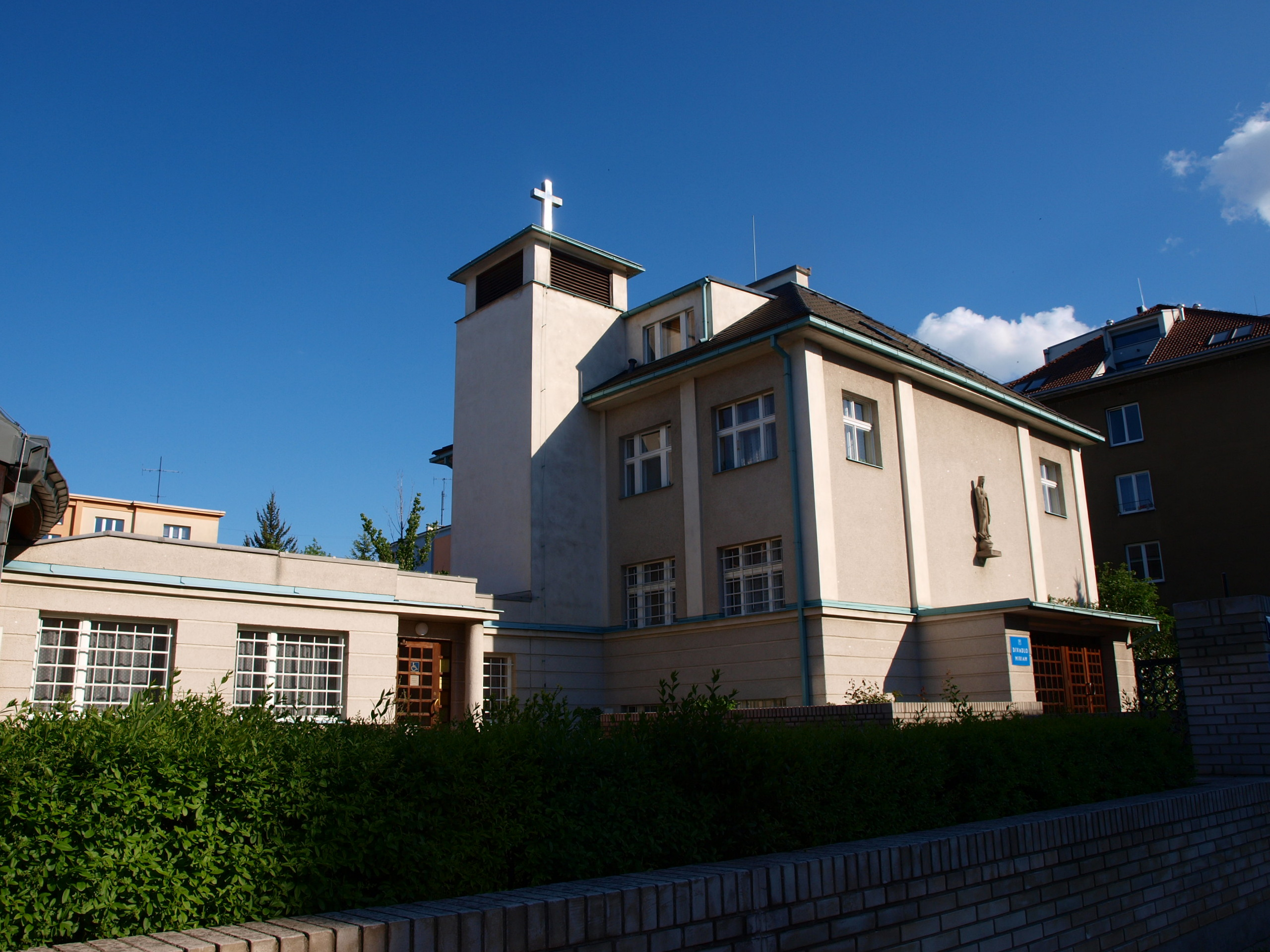
Někdejší strašnická fara, dnes Divadlo Miriam

Farnost byla založena 1. října 1929 vyčleněním z farnosti svatého Rocha v Praze Olšanech.
Před vybudování nového kostela využívala k bohoslužbám vilu, která dnes slouží jako fara. V bývalé farní kapli v roce 2000 zakotvilo Divadlo Miriam, probíhá zde i cyklus přednášek a besed Iniciativy 17-11.

## Kostel
Součástí je nový kostel Neposkvrněného početí Panny Marie, který se nachází na rohu ulic Ke Strašnické a Krupská. Kostel v moderním architektonickém stylu byl postaven v letech 1992–1994. V předsálí kostela je umístěna mramorová pamětní deska s nápisem: 
ZÁKLADNÍ KÁMEN KOSTELA NEPOSKVRNĚNÉHO POČETÍ PANNY MARIE POSVĚTIL 22.4. L.P. 1990 PAPEŽ JAN PAVEL II.

## Faráři
- Prvním farářem byl páter Josef Gargela. Zemřel 8. prosince 1956.
- Po smrti pátera Gargely byl jmenován správcem Mons. Josef Vladyka. Funkci administrátora začal zastávat 11. února 1957 a působil do 25. prosince 1965, kdy zemřel.
- Třetím farářem se stal páter Jan Nepomuk Klener, který nastoupil 1. února 1966. Protože je benediktinským knězem, má také řádové jméno Marian. Po své více než čtyřicetileté službě se vrátil do Emauzského kláštera jako představený benediktinského opatství Panny Marie a svatého Jeronýma na Emauzích.
- Současným farářem je páter Karel Kočí.

## Zpravodaj
Farnost ve Strašnicích vydává vlastní Farní zpravodaj VZKŘÍŠENÍ, který obsahuje zprávy z farnosti, kroniku, informace o aktuálních událostech, či čtení pro děti.